# Batalla de Rávena (476)
La Batalla de Ravena, capital del Imperio romano de Occidente, tuvo lugar entre el 2 y el 4 de septiembre de 476, y vio al último ejército romano de Occidente enfrentarse y sufrir su derrota final ante los hérulos del rey Odoacro.

## Antecedentes
En el momento del comienzo de las últimas invasiones bárbaras, el imperio romano estaba ya en relativa decadencia, tanto que incluso había sufrido un cisma que lo había dividido en Este y Oeste. Para la parte occidental del imperio, ya no unida, la situación se había precipitado gradualmente, y había culminado con el doble saqueo de Roma, el corazón simbólico y la ciudad más grande del pars occidentis del imperio; la primera, de hecho, tuvo lugar en el año 410 por los visigodos de Alarico II, mientras que la segunda tuvo lugar en el año 455 (4 años después de la Batalla de los Campos Cataláunicos, la última gran victoria del Imperio) a manos de los vándalos liderados por Genserico. En 476, el emperador de Roma era poco más que un señor de la guerra que tenía poco control sobre cualquier territorio fuera de Italia, especialmente el último emperador romano, de dieciséis años Rómulo Augusto; el Imperio romano oriental, por su parte, reconoció a Julio Nepote como el verdadero emperador de Roma.
Los hérulos eran foederati del Imperio romano de Occidente, y actuaban como mercenarios para el ejército romano en Italia. Envidiaban la fortuna de sus semejantes de Galia, Hispania y África, cuyas victoriosas armas habían obtenido una herencia independiente y perpetua, e insistían en que un tercio de las tierras de Italia se repartieran entre ellos. Flavio Orestes, padre del emperador Rómulo Augusto, rechazó la petición, logrando así la revuelta de los hérulos. De todos los campos y guarniciones de Italia, los confederados germanos se colocaron bajo la bandera de Odoacre. Orestes se vio obligado a huir y se refugió en Pavía, pero no sirvió de nada, ya que la ciudad fue saqueada y Orestes fue tomado y ejecutado.

## La Batalla
La batalla decisiva tuvo lugar el 2 de septiembre cerca de Ravena, la capital del pars occidentis. La ciudad fue defendida por Paulo, el hermano de Orestes. Sin embargo, la resistencia fue inútil: los hérulos tomaron la ciudad y Paulo fue tomado y ejecutado rápida y fácilmente.

## Consecuencias
Dos días más tarde, Rómulo Augusto, que solo tenía dieciséis años, fue obligado a abdicar en favor de Odoacro, poniendo fin así a más de 1200 años de dominio romano en Italia, que comenzó con la fundación mítica de Roma en 753 a. C. y el posterior nacimiento de Reino de Roma. Después de haber sido depuesto, Rómulo fue enviado en retirada a Campania, pero no sabemos qué fue de él como resultado de estos acontecimientos, entre otras cosas porque no hay ninguna mención de ninguna renta vitalicia a su respecto. Es un hecho que, a partir de entonces, Rómulo Augusto habría desaparecido de las fuentes históricas, y muy probablemente muerto después del año 511, tal vez en el Castel dell'Ovo, en Nápoles.
Algunos territorios como Soissons o Dalmacia sobrevivieron como remanentes del Imperio occidental. Julio Nepote, penúltimo emperador, fue expulsado de Italia y reemplazado por Rómulo, aunque siguió "gobernando" desde Dalmacia hasta su asesinato en el año 480 (otra fecha señalada como el fin del Imperio), aunque nunca ejerció ninguna autoridad real. Por otro lado, el Reino de Soissons se trataba de un territorio de facto independizado del imperio en el 456. Cayó treinta años después, en el 486, ante el rey Clodoveo I, fundador del Reino franco (futura Francia).
La fecha del 4 de septiembre de 476 se considera convencionalmente el final del Imperio romano. Sin embargo, el Imperio romano de Oriente, conocido en la historiografía como "Imperio bizantino" (por Bizancio, antiguo nombre de su capital), continuó existiendo hasta la Caída de Constantinopla en 1453 ante los turcos otomanos.